# Phyllachora tessariae
Phyllachora tessariae är en svampart som beskrevs av Petr. 1950. Phyllachora tessariae ingår i släktet Phyllachora och familjen Phyllachoraceae.   Inga underarter finns listade i Catalogue of Life.